# Zur Deutschen Einheit
Der Platz Zur Deutschen Einheit ist ein Platz mit einer Grünanlage in München.

## Lage
Der Platz liegt in dem Stadtteil Denning im Stadtbezirk 13 Bogenhausen östlich der Ostpreußenstraße. 

## Geschichte

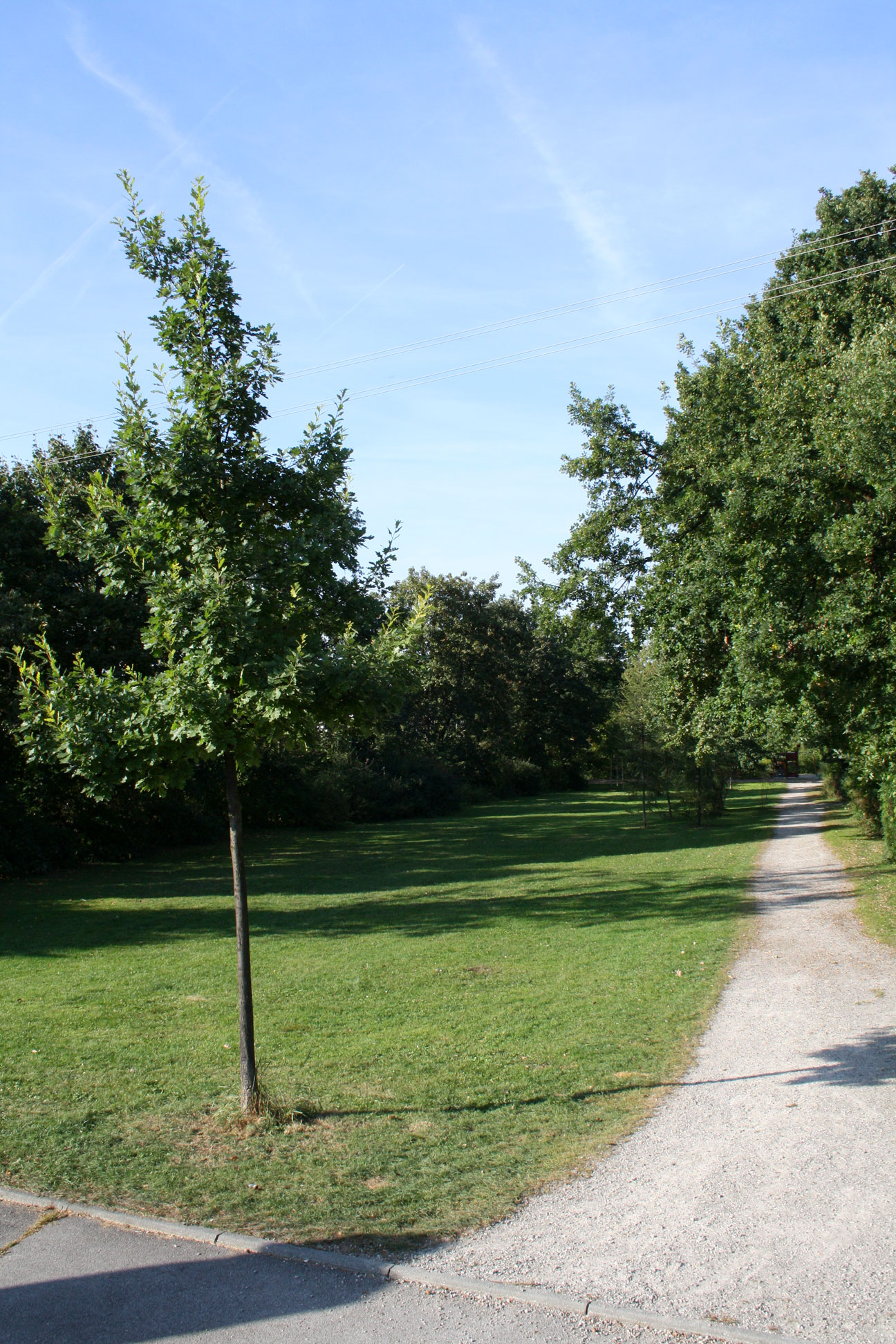
Nordseite des Platzes

Der Platz wurde als grüner Mittelpunkt der 1925 entstandenen Obermaierschen Kolonie errichtet. Bei Grabungsarbeiten für den Straßenbau um den Platz herum wurden 1928 die ersten Spuren eines römischen Gutshofs, der Denninger Villa rustica, gefunden.
Den Namen „Zur Deutschen Einheit“ trägt der Platz schon seit 1930. Einen Antrag zur Namensgebung hatte die „Arbeitsgemeinschaft österreichischer Landsmann-Verein München“ gestellt. Die Begründung für die daraufhin erfolgte Namensgebung war ein „Hinweis auf die von Vertretern des deutsch-österreichischen gemeinsamen Anschlussgedankens erstrebten gemeinsamen kulturpolitischen Ziele Deutschlands und Österreichs“. Im NS-Staat wurde zur Begründung der Namensgebung auf „… die deutsch-österreichischen Anschlussbestrebungen während der Zeit der Trennung, durch den Führer im Jahre 1938 verwirklicht“, d. h. auf den „Anschluss Österreichs“, hingewiesen. Nach Ende des Zweiten Weltkriegs, im Juli 1945, erfolgte eine Umwidmung „Zur Erinnerung an die 1871 gegründete Deutsche Einheit“. Eine weitere Umwidmung im August 1982 fügte dem den allgemeinen Hinweis auf „die Bestrebungen, die politische Einheit Deutschlands zu erreichen und zu bewahren“ hinzu, sowie einen auf „den von der Besatzungsmacht niedergeschlagenen Volksaufstand am 17. Juni 1953“. Ein Stadtratsbeschluss einer weiteren Widmung des Platznamens anlässlich der deutschen Wiedervereinigung am 3. Oktober 1990 ist nicht bekannt, jedoch weist eine Gedenktafel auf diesen Zusammenhang hin.

## Beschreibung

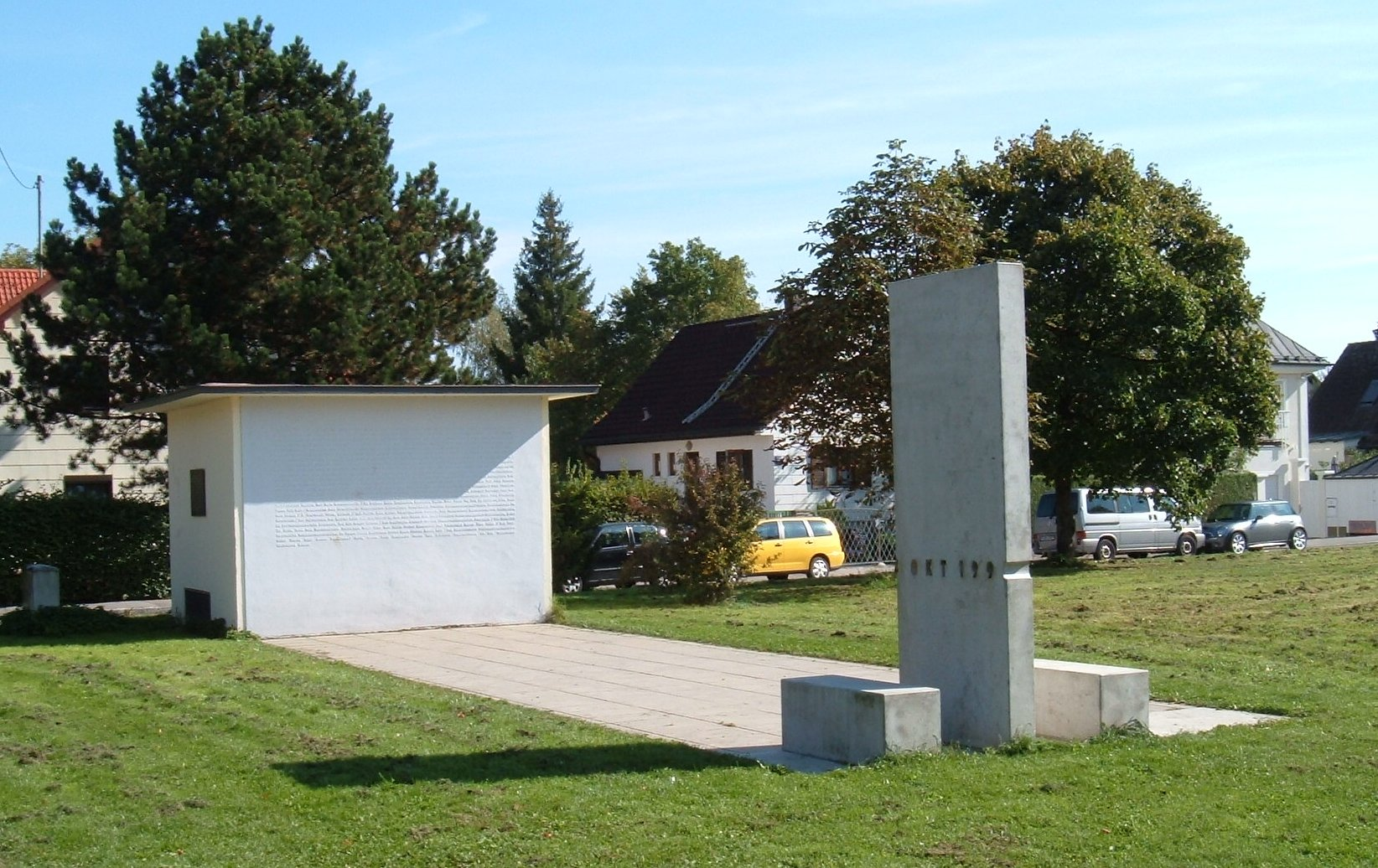
Denkmal zur Deutschen Einheit

Der Platz bildet ungefähr ein Rechteck mit einer Größe von 270 × 50 m, die Hauptachse verläuft in etwa parallel zu der Ostpreußenstraße in Nord-Süd-Richtung.
Der Platz ist von der Ringstraße „Zur Deutschen Einheit“ umgeben und wird von zwei Straßen, der Insterburger Straße und der Rößeler Straße durchquert und dadurch in drei Teile geteilt. Die Bepflanzung besteht aus Rasen mit Baumreihen entlang der Platzränder. Am nördlichen Ende des Platzes liegt ein Spielplatz.
Am Nordende des südlichen Teilstücks steht an der Insterburger Straße seit 2005 das Denkmal Zur Deutschen Einheit. Dahinter wurde 2011 ein Rodelhügel errichtet.